# Eša Ligorio
Eša Ligorio je bivša hrvatska plivačica iz Dubrovnika, bivša državna reprezentativka u plivanju slobodnim stilom.
Sudionica je europskih plivačkih prvenstava. Ovo su njeni značajniji rezultati:
- europsko prvenstvo u plivanju 1954.: bronca na 400 m slobodno

Godine 1954. je proglašena za športašicu godine lista Narodni sport (kasnije Sportske novosti).